# (36894) 2000 SK170
2000 SK170 (asteroide 36894) é um asteroide da cintura principal. Possui uma excentricidade de 0.21212180 e uma inclinação de 4.83489º.
Este asteroide foi descoberto no dia 24 de setembro de 2000 por LINEAR em Socorro.